# Меридіанний круг

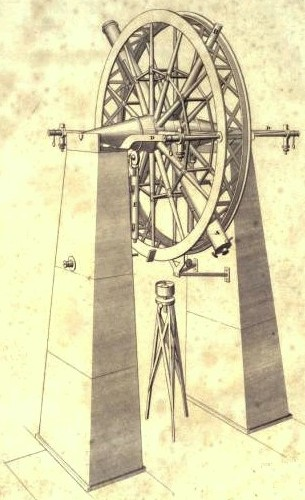
Транзитний круг Грумбриджа 1806 року

Меридіанний круг є інструментом для вимірювання часу проходження зірок через місцевий меридіан, події, відомої як кульмінація, і водночас для вимірювання їхньої кутової відстані від надира. Це телескопи спеціального призначення, встановлені таким чином, щоб їх можна було спрямовувати лише на меридіан, велике коло через північну точку горизонту, північний полюс небес, зеніт, південну точку горизонту, південний полюс небес і надир. Меридіанні телескопи використовують обертання Землі, для потрапляння об'єктів спостереження в поле їхнього зору, і встановлюються на фіксованій горизонтальній осі схід-захід.
Подібний транзитний інструмент, транзитний круг або транзитний телескоп також встановлюють на горизонтальній осі, але вісь не обов'язково фіксувати в напрямку схід-захід. Наприклад, геодезичний теодоліт може функціонувати як транзитний інструмент, якщо його телескоп здатний зробити повний оберт навколо горизонтальної осі. Меридіанні кола часто називають такими ж назвами, хоча вони менш точні.
Протягом багатьох років визначення часу проходження було найточнішим методом вимірювання положення небесних тіл, і для виконання цієї копіткої роботи покладалися на меридіанні прилади. До появи спектроскопії, фотографії та вдосконалення рефлекторних телескопів вимірювання координат (і визначення орбіт і астрономічних констант) було основною роботою обсерваторій.

### Важливі особливості приладу

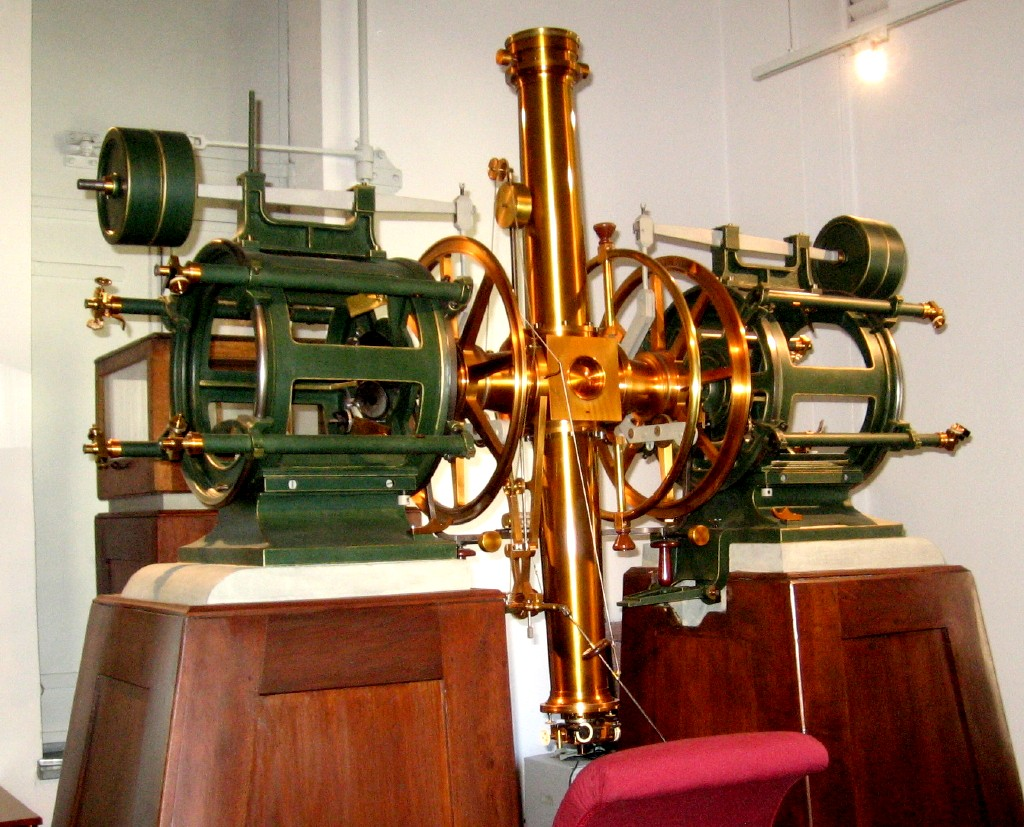
Меридіанний круг в обсерваторії Куффнера, Відень, Австрія, побудоване Repsold & Sons, Гамбург, 1886 рік. Зверніть увагу на противаги, короткі зелені циліндричні предмети у верхній частині механізму та чотири довгі тонкі мікроскопи для зчитування з кіл.

Переміщення телескопа лише по меридіану має переваги у високій точності роботи, для якої використовуються ці інструменти:
- Дуже просте монтування легше виготовляти та підтримувати з високою точністю.
- У більшості місць на Землі меридіан є єдиною площиною, у якій небесні координати можна прямо зчитувати за допомогою такого простого монтування; екваторіальна система координат по суті завжди вирівняна з меридіаном. Обертання телескопа навколо своєї осі переміщує його прямо по схиленню, а об'єкти переміщуються в його полі зору по прямому сходженню .
- Усі об'єкти в небі піддаються спотворенню атмосферної рефракції, що призводить до того, що об'єкти виглядають трохи вище в небі, ніж вони є насправді. На меридіані це спотворення відбувається лише в схиленні, і його легко врахувати; в інших частинах неба рефракція викликає складне спотворення координат, яке важче зменшити. Такий складний аналіз не сприяє високій точності.

### Влаштування

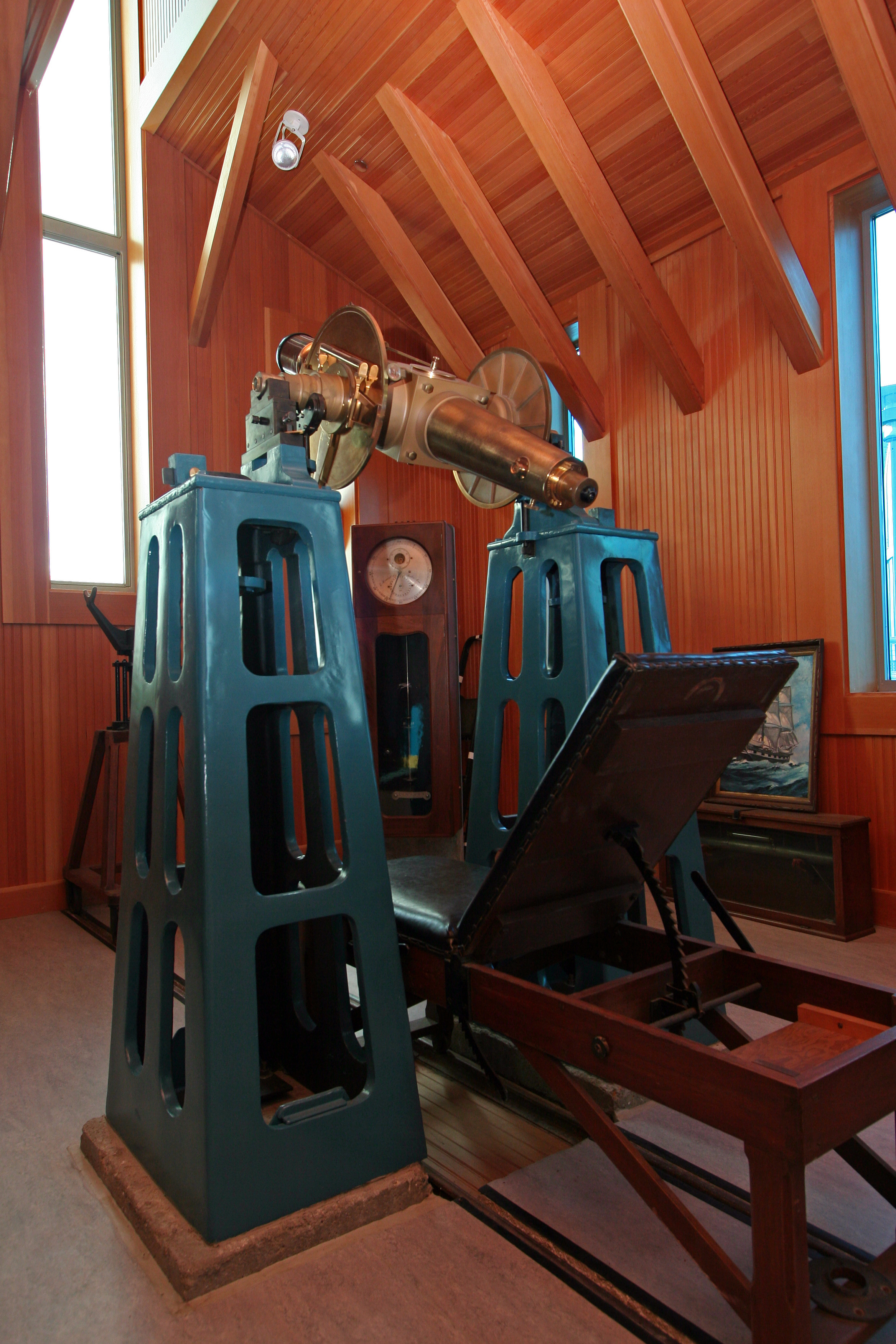
Меридіанний транзитний телескоп Космічного та наукового центру Шабот в Окленді, штат Каліфорнія, побудований Фаутсом, 1885 рік. Зверніть увагу на крісло спостерігача між опорами та вузький отвір у стіні та даху для доступу до неба. Оскільки телескоп веде спостереження лише в меридіані, обертовий купол не потрібен.

Телескоп зазвичай розміщували в центрі осі з латуні або гарматного металу з точеними сталевими стержнями на кінцях. Стержні спиралися на V-подібні підшипники, на масивних кам'яних чи цегляних опорах. Температура приладу та місцева атмосфера контролювалися термометрами. Біля кінця кожної осі було прикріплене коло для вимірювання кута підзорної труби до зеніту або горизонту. Зазвичай від 1 до 3 і більше футів у діаметрі коло мало позначки через 2 або 5 кутових хвилин. Ці позначки зчитувалися за допомогою мікроскопів, як правило по чотири на кожне коло (для підвищення точності зчитування через усереднення чотирьох вимірювань) з інтервалом 90°.
Телескоп складався з двох труб, прикручених до центрального куба осі. Труби зазвичай були конічними та максимально жорсткими, щоб запобігти вигину. Вигин труби визначали за допомогою двох коліматорів, розташованих на окремих опорах горизонтально на південь і північ від основного приладу.
Спостережна будівля, у якій розміщувався меридіанний круг, не мала обертального купола, був лише вертикальний проріз у північній і південній стінах та на даху між ними.

### Виконання вимірювань
У фокальній площині окулярний кінець телескопа мав перехрестя. Під час спостереження за зорями телескоп спочатку спрямовували вниз на ртутний басейн, який утворював ідеально горизонтальне дзеркало та відбивав зображення перехрестя прицілу вгору труби телескопа. Перехрестя прицілу налаштовували до тих пір, поки воно не збігалося із дзеркальним відображенням, і лінія візування була ідеально вертикальною; у цьому положенні кола зчитувалося значення точки надира.
Потім телескоп доводився до приблизного відхилення цільової зорі, і фіксувався затискним пристроєм. Потім дуже повільно за допомогою тонкого гвинта телескоп регулювався до тих пір, щоб зоря рухалася вздовж горизонтальної лінії перехрестя зі східного боку поля зору на захід. Після цього з кола мікроскопом зчитувалося значення для вимірювання видимої висоти зорі. Різниця між цим вимірюванням і точкою надира була надирною відстанню зорі.

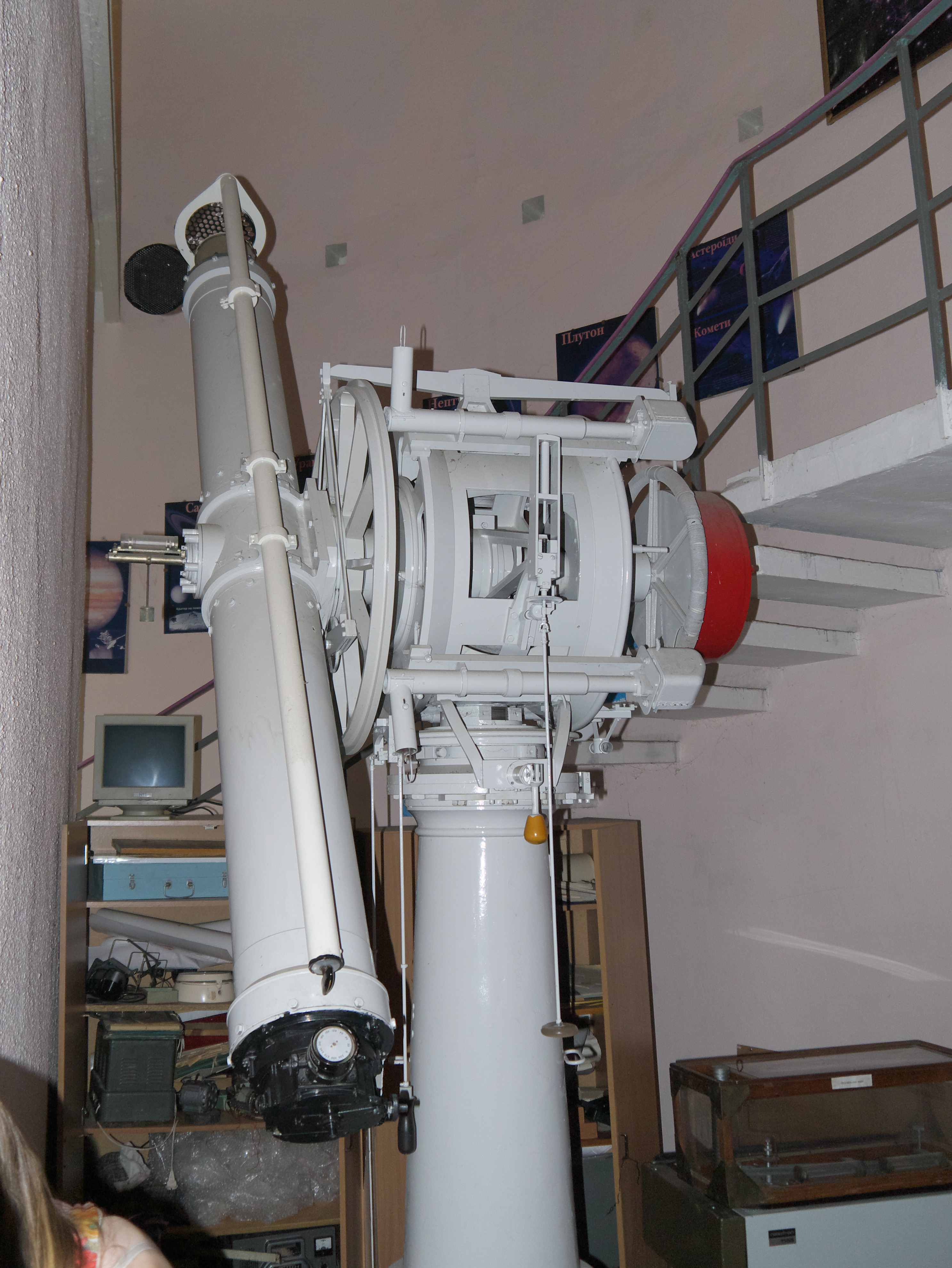
Вертикальний круг Ваншаффа (D = 19 см, F = 25 см) у Головній астрономічній обсерваторії НАН України виробництва J.H. Dallmeyer, Лондон. Першими спостерігачами на ньому були О. К. Король і В. В. Конін, згодом — А. С. Харін і К. М. Ненахова. Отримані на вертикальному крузі каталоги схилень зір були визнані одними з найточніших каталогів.

Інший метод спостереження за видимою висотою зорі полягав у взятті половини кутової відстані між зорею, що спостерігалася безпосередньо, та її відображенням, спостережуваним у басейні ртуті. Середнє з цих двох показань було показанням, коли лінія зору була горизонтальною, горизонтальною точкою кола. Була врахована невелика різниця в широті між телескопом і басейном ртуті.